# دیرستان
دِیرِستان، روستایی در دهستان سوزا بخش شهاب شهرستان قشم در استان هرمزگان ایران است. مردم دیرستان در زمان قدیم ارتباط زیادی با کشور عمان داشتند به خصوص منطقه باطنه ولایت برکا که خیلی از مردم این منطقه اصالت عمانی دارند و از نسل  فارس بن جابر بن محمّد بن جنب.که معروف به قبیله جنبه((جنیبی)) هست که در عمان و امارات جمعیت زیادی دارند.
دیرستان در موقعیتی با فاصله کم از ساحل قرار گرفته و همچنین فرودگاه بین‌المللی دیرستان قشم در غرب روستای دیرستان قرار دارد. مردمان روستا سابقه وسیعی در تجارت دریایی در دوران باستان داشته و محدوده تجارت دریایی آنها سواحل آفریقا، خلیج عدن، پاکستان، هندوستان و کشورهای خلیج فارس بوده، که آثار به جا مانده از گمرک قدیمی و انبارهای کالا در سواحل روستا که به تیوو کرموو معروف است یکی ازبارزترین شواهد می‌باشد.
مردمان روستا باغدارهم بودن، به دلیل خاک حاصل خیز و وجود منابع آبی متعدد از جمله سد خالصی که در دوره ساسانیان ساخته شده، رودخانه فصلی که آب آن از نخلستان‌های متعدد روستا می‌گذرد و سفره‌های زیرزمینی پر آب از جمله مواردیست که باعث شده این روستا به‌طول چندین کیلومتر نخلستان داشته باشد که چهره این روستا را سرسبز کرده است.
جاذبه‌های گردشگری
۱_ اسکله گردشگری کندالو (دیدن دلفین‌ها) 
۲_نخلستان‌ها (اوشا بالا، شیوِک، بَن کِرَتُن، میهمیلی و… 
۳_سد خالصی (دوره ساسانی) 
۴_ساختمان گمرک قدیم (تیاب کِرمو) 
۵_زیارتگاه زین العابدین
۶_بَن چاپی
۷_ اسکله غَلهَ
۸_کوه نر
۹_کوه صدفی
۱۰_اقامتگاه ساحلی فردیس
۱۱_اقامتگاه ساحلی سینگو

## جمعیت
بر پایه سرشماری عمومی نفوس و مسکن در سال ۱۳۹۵، جمعیت این روستا برابر با ۱٬۷۶۴ نفر (۵۰۳ خانوار) بوده‌است.